# Interstate 495 (Maine)
Pour les articles homonymes, voir Interstate 495.
La Falmouth Spur est une courte autoroute auxiliaire reliant l'I-95 à l'I-295 et la US 1 au nord de Portland, dans le Maine. Elle porte également la désignation de l'Interstate 495 (I-495), bien que cette dernière ne soit pas indiquée. Faisant partie du Maine Turnpike, l'I-495 est une route à péage. L'autoroute n'a que deux échangeurs, à ses extrémités.
Avant janvier 2004, la Falmouth Spur portait l'I-95 depuis le Maine Turnpike jusqu'au terminus est du spur, où l'I-95 continuait vers le nord sur l'actuelle I-295. En 2004, l'I-95 a été replacée afin de suivre la totalité du Maine Turnpike afin de réduire la confusion. La majeure partie de l'ancienne I-95 entre Portland et Augusta est devenue un prolongement de l'I-295, tandis que la Falmouth Spur s'est vu octroyer la désignation d'I-495.

## Description du tracé
La Falmouth Spur débute au nord-ouest de Portland à un échangeur avec l'I-95 (Maine Turnpike). Elle se dirige vers l'est en croisant quelques voies locales, sans toutefois n'avoir d'échangeur avec aucune d'entre elles. Elle passe par un poste à péage avant d'atteindre son terminus est à l'I-295 et à la US 1.

## Liste des sorties
| Interstate 495            |              |      |      |                                                             |                                              |
| Comté                     | Municipalité | mi   | km   | Intersections / Destinations                                | Notes                                        |
| Cumberland                | Portland     | 0,00 | 0,00 | I-95 / Maine Turnpike – Portland, Kittery, Auburn, Lewiston | Sortie 52 de l'I-95                          |
| Cumberland                | Falmouth     | 2,79 | 4,49 | Poste de péage de Falmouth                                  | Poste de péage de Falmouth                   |
| Cumberland                | Falmouth     | 4,04 | 6,50 | US 1 vers I-295 sud – Falmouth, Portland, Yarmouth          | Sortie direction est, entrée direction ouest |
| Cumberland                | Falmouth     | 4,36 | 7,02 | I-295 nord – Freeport, Brunswick                            |                                              |
| - Péage - Accès incomplet |              |      |      |                                                             |                                              |